# Saint-Gilles-de-la-Neuville
Saint-Gilles-de-la-Neuville è un comune francese di 653 abitanti situato nel dipartimento della Senna Marittima nella regione della Normandia.

## Società

### Evoluzione demografica
Abitanti censiti